# Національна дорога 72 (Польща)
Національна дорога 72 (пол. Droga krajowa nr 72, DK72) — національна дорога класу GP та G протяжністю приблизно 170 км, розташована у Великопольському та Лодзькому воєводствах.
Ця дорога з'єднує Конін з Равою Мазовецькою. У 2007 році маршрут між Бжезінами та Равою Мазовецькою був модернізований.
У рамках Програми будівництва 100 об'їзних доріг на 2020—2030 роки заплановано будівництво об'їзної дороги Бжезіни. Початок робіт запланований на 2026 рік.

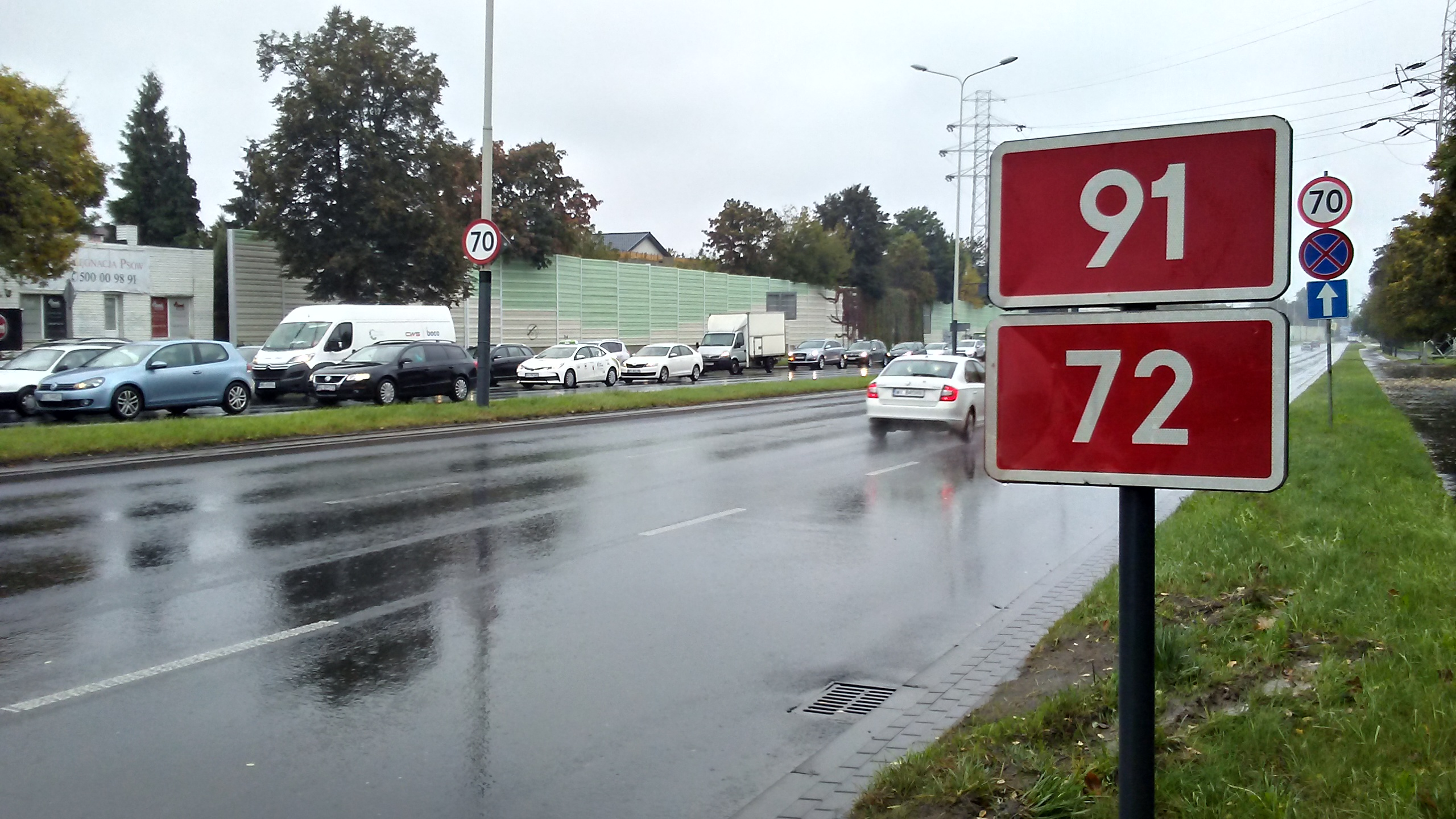
DK72 в Лодзі.

## Клас дороги
На ділянці дорога має параметри класу GP. Конін — Турек — Унєюв — Балін — Лодзь — Бжезіни — перехрестя з дорогою 38556, а подальша ділянка до Рави Мазовецької має параметри класу G.

## Допустиме навантаження на вісь

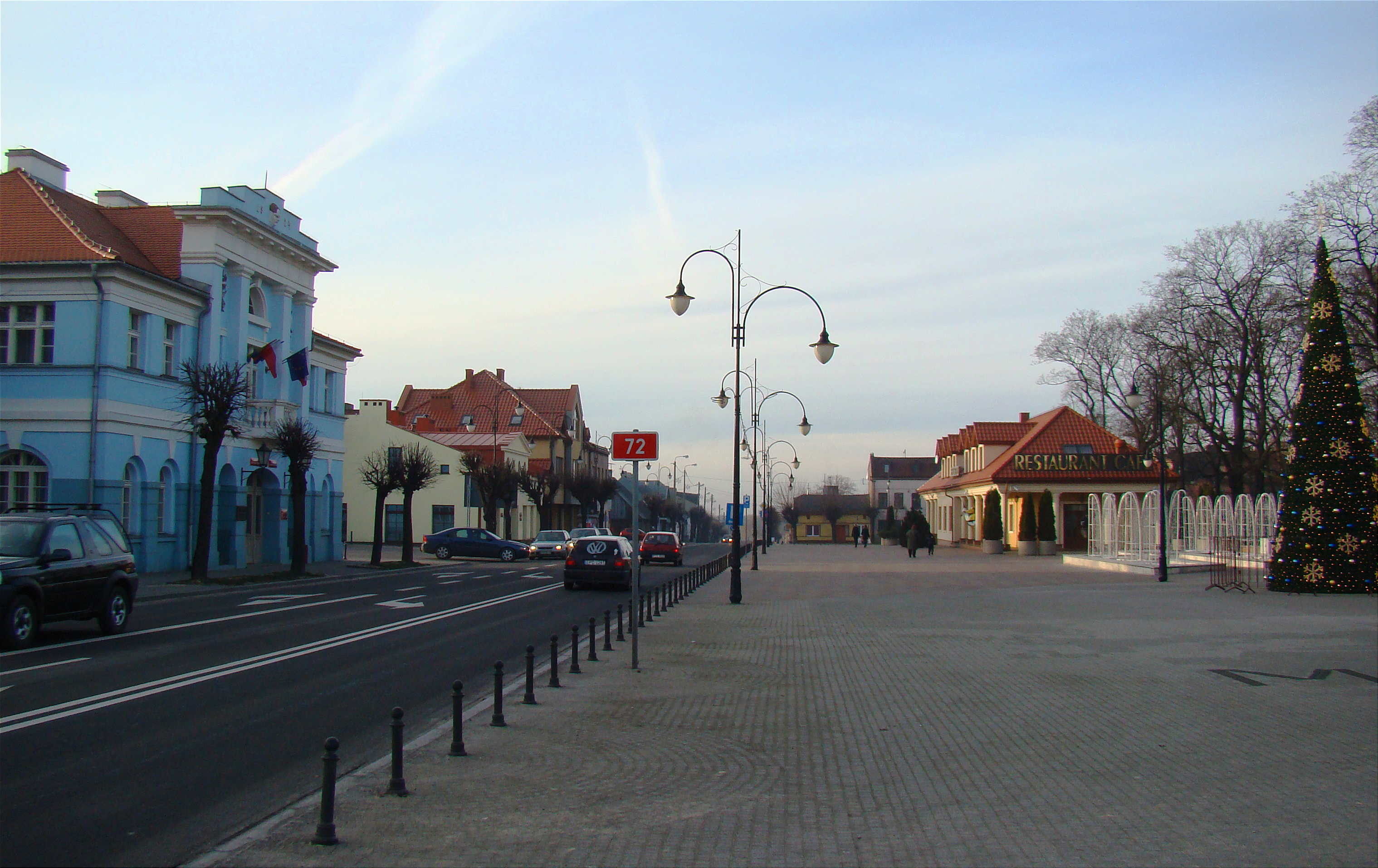
Національна дорога 72 в Александруві-Лодзькому

З 13 березня 2021 року на дорогах дозволено рух транспортних засобів з навантаженням на одну ведучу вісь до 11,5 тонн.

### До 13 березня 2021 року
Раніше, у 2005-2021 роках, на всій протяжності дороги дозволявся рух транспортних засобів з навантаженням на одну вісь до 10 тонн. У 1970-х та першій половині 1980-х років інтенсивний рух з навантаженням на одну вісь до 10 тонн був дозволений лише на ділянці Лодзь — Бжезіни. Ponadto w latach 70. arteria między Łodzią a Rawą Mazowiecką była traktowana jako droga państwowa nie oznaczona numerami.

## Міста вздовж маршруту 72
- Конін (DK92)
- Жджари (A2)
- Тулішкув
- Турек (DK83)
- Унеюв
- Поддембиці
- Александрув-Лодзький (DK71)
- Лодзь (A1, DK14, DK91)
- Бжезіни — планована об'їзна[2]
- Єжув
- Ґлухув
- Рава-Мазовецька (S8)